# 紀元前772年
紀元前772年（きげんぜん772ねん）は、西暦による年。

## 他の紀年法
- 干支 : 己巳
- 中国
  - 周 - 幽王10年
  - 魯 - 孝公35年
  - 斉 - 荘公贖23年
  - 晋 - 文侯9年
  - 秦 - 襄公6年
  - 楚 - 若敖19年
  - 宋 - 戴公28年
  - 衛 - 武公41年
  - 陳 - 平公6年
  - 蔡 - 釐侯38年
  - 曹 - 恵伯24年
  - 鄭 - 桓公35年
  - 燕 - 頃侯19年
- 朝鮮
  - 檀紀1562年
- ユダヤ暦 : 2989年 - 2990年